# Encarsia grotei
Encarsia grotei är en stekelart som först beskrevs av Girault 1931.  Encarsia grotei ingår i släktet Encarsia och familjen växtlussteklar. Inga underarter finns listade i Catalogue of Life.